# Johann Nepomuk Millauer
Johann Nepomuk Millauer (* 17. Januar 1764 in Günzburg; † im 19. Jahrhundert) war ein württembergischer Beamter.
Millauer, der katholischer Konfession war, war der Sohn eines Kreis- und Stadtphysikus. Er studierte in Augsburg Philosophie und in Freiburg und Wien Rechtswissenschaften. 1790 war er Syndikus der vorderösterreichischen Städte Elzach, Oberndorf am Neckar und Horb am Neckar und wurde 1804 zum Obervogt von Horb ernannt. Von 1805 bis 1806 war er Oberamtsrat und Amtsschreiber in Rottenburg und amtierte dann von 1806 bis 1817 als Oberamtmann im Oberamt Rottenburg. 1817 wurde er Regierungsassessor und 1823 Regierungsrat bei der Regierung des Jagstkreises Ellwangen. 1828 trat er in den Ruhestand.